# Piani di Bobbio
I Piani di Bobbio sono una stazione sciistica della Valsassina, in provincia di Lecco. Nell'Alto Medioevo i terreni erano di proprietà dell'Abbazia di San Colombano di Bobbio, in provincia di Piacenza, che l'utilizzava per l'alpeggio estivo del proprio bestiame, da cui il nome attuale.
Situati nel territorio del comune di Barzio, si trovano al confine con la provincia di Bergamo; le piste da sci dei Piani di Bobbio e quelle di Valtorta fanno infatti parte di un unico comprensorio sciistico. La zona è inoltre rinomata per i numerosi sentieri, che comprendono anche le vie ferrate sul Gruppo dei Campelli. Qui sorge anche il Santuario della Regina dei Monti e delle Funivie.
Rappresentano una delle principali stazioni sciistiche della Lombardia, particolarmente apprezzata per la sua vicinanza a Milano e per l'offerta adatta a sciatori di diversi livelli. È considerata la "più grande delle piccole" località sciistiche lombarde, distinguendosi per l'elevato numero di skipass venduti e posizionandosi tra le prime per numero di passaggi e biglietti staccati. Tuttavia, in termini di estensione e infrastrutture, i Piani di Bobbio sono superati da comprensori più grandi e rinomati a livello internazionale, come Livigno, Bormio e Ponte di Legno-Tonale, che offrono un numero maggiore di piste e servizi. 

## Il comprensorio sciistico

### La trasformazione sciistica
Negli anni cinquanta i Piani di Bobbio, grazie alla costruzione, prima della seggiovia e poi della più moderna cabinovia proveniente da Barzio, diventano meta di numerosi turisti, soprattutto lecchesi e milanesi, che in inverno salgono ai Piani di Bobbio, per praticare sport invernali. È così che a partire dagli anni cinquanta sorgono i primi moderni impianti di risalita. Grazie alla presenza sempre più massiccia di turisti e sciatori, alla fine degli anni ottanta, si decide di collegare le piste del versante lecchese dei Piani di Bobbio a quelle del versante bergamasco di Valtorta. Si viene a creare così un unico comprensorio sciistico di 35 km di piste e rinnovando, negli anni, la maggior parte degli impianti di risalita. Nel 1998 viene realizzata la prima seggiovia quadriposto.
Nel 2007 viene aperta una seconda seggiovia quadriposto, la Camosci, sostitutiva di due vecchie sciovie "Casari 2000" e "Ausilia". Negli anni seguenti le presenze nella stazione sciistica aumentano notevolmente, e questa si afferma come una tra le maggiori località lombarde. Nel 2010 la vecchia seggiovia di Valtorta viene sostituita con una nuovissima seggiovia quadriposto ad agganciamento automatico. Per la stagione invernale 2014-15 la storica seggiovia monoposto Orscellera (tra le più vecchie dell'intero arco alpino, risalente infatti al 1961) è stata sostituita con un nuovo impianto. La "Nuova Orscellera", è una seggiovia quadriposto con partenza nella zona della stazione a valle della seggiovia Fortino ed arrivo a monte invariato rispetto al vecchio impianto.
Nella stagione invernale 2022-23 viene aperta la nuova seggiovia quadriposto "Ongania" che andrà a sostituire l'attuale sciovia. La stazione di partenza del nuovo impianto è collocata presso l'area dalla quale già partono le seggiovie " Fortino" e " Nuova Orscellera". L'arrivo è coincidente con quello della vecchia sciovia dismessa.
I Piani di Bobbio hanno registrato un significativo afflusso di visitatori negli ultimi anni. Durante la stagione sciistica 2021-2022, si è raggiunto un record con circa 400.000 presenze. Nel periodo natalizio del 2024 invece, tra Santo Stefano e l'Epifania, si sono contate circa 84.000 presenze, superando le 100.000 se si considera l'intero periodo festivo dall'Immacolata. 
La società Imprese Turistiche Barziesi S.p.A., che gestisce gli impianti, ha registrato un fatturato di 6.828.185 euro nel 2022, con un utile di 1.418.658 euro. 
Nel 2023, il fatturato è aumentato a 8.917.468 euro.

#### I progetti futuri
Nel novembre 2024, l'assemblea della Comunità Montana della Valsassina ha approvato all'unanimità il "Patto territoriale per lo sviluppo integrato delle aree montane e dei comprensori sciistici ed escursionistici dei Piani di Bobbio-Valtorta e dei Piani di Artavaggio", con un investimento complessivo di 35 milioni di euro. Questo piano mira a potenziare e modernizzare le infrastrutture turistiche e sciistiche della zona, con particolare attenzione ai comuni di Barzio e Moggio.
I principali interventi previsti sono:
1) Sostituzione della funivia "Moggio-Piani di Artavaggio", un investimento di 15 milioni di euro, di cui 13.5 milioni finanziati dalla Regione Lombardia e la restante parte dal comune di Moggio, per rinnovare completamente l'impianto di risalita esistente. 
2) Ammodernamento della cabinovia "Barzio-Piani di Bobbio", un progetto da 15 milioni di euro, con circa 10 milioni ottenuti tramite fondi ministeriali dalla società Imprese Turistiche Barziesi (ITB), per migliorare l'efficienza e la capacità dell'impianto. 
3) Adeguamento e messa in sicurezza della pista Nava, un intervento da 1.5 milioni di euro per migliorare la sicurezza e la fruibilità della pista. 
4) Realizzazione di una nuova seggiovia per la pista Nava, un investimento di 5 milioni di euro per costruire una nuova seggiovia a servizio della pista, migliorando l'accesso e riducendo i tempi di attesa. 
È importante notare che il progetto iniziale prevedeva anche l'allargamento della strada a monte da Barzio verso la funivia; tuttavia, tale intervento è stato stralciato in accordo tra l'amministrazione comunale e ITB, in risposta alle preoccupazioni espresse dalla comunità locale.
Questi interventi sono programmati per essere realizzati tra il 2025 e il 2026, con l'obiettivo di completare i lavori in tempo per le olimpiadi invernali di Milano-Cortina. 
Tra i progetti per i prossimi anni, anche se al momento non si hanno evidenze precise, si ricordano inoltre:
1) Seggiovia quadriposto "Nava -Bobbio", che dovrebbe servire la parte alta della pista di rientro a Barzio, già in funzione fino agli anni 80-90 poi abbandonata per lo scarso innevamento e per l'interruzione dei lavori per la messa in sicurezza.
2) Seggiovia quadriposto "Megoffi", che consentirebbe di ampliare il comprensorio sciistico con nuove piste ai piedi dello Zuccone Campelli in un'area di particolare bellezza paesaggistica. 

### Impianti e piste

#### Impianti di risalita attualmente in esercizio
- Cabinovia Barzio-Bobbio, costruita dalla ditta Agamatic nel 1993
- Seggiovia quadriposto Nuova Orscellera, costruito dalla ditta Doppelmayr nel 2014
- Seggiovia quadriposto Ongania, costruita nel 2022.
- Seggiovia quadriposto Camosci, costruita dalla ditta Doppelmayr nel 2007
- Skilift Capanno, costruito dalla ditta Doppelmayr nel 1986
- Seggiovia quadriposto Fortino, costruita dalla ditta Doppelmayr nel 1998
- Skilift Chiesetta, costruito dalla ditta Leitner nel 2005
- Seggiovia quadriposto Ceresola-Bobbio, costruita dalla ditta Doppelmayr nel 2010
- Tapis roulant Ceresola
- Tapis roulant BOB 1
- Tapis roulant BOB 2
- Tapis roulant SnowPark, a servizio dello Snowpark realizzato nella parte alta della seggiovia Fortino.

#### Piste di sci alpino
Ecco un elenco delle piste di sci alpino del comprensorio sciistico di Barzio-Piani di Bobbio-Valtorta.
Piste servite dalla seggiovia Nuova Orscellera
- Orscellera 1 (pista rossa)
- Orscellera Super (pista nera)

Piste servite dallo skilift Ongania (piste rosse)
- Pesciola
- Ongania (campo gara)

Piste servite dalla seggiovia Camosci (piste rosse)
- Campelli (Marmotte)
- Camosci (variante della Campelli)

Piste servite dallo skilift Capanno
- Ceresola (parte terminale della Cedrino)
- Variante pista Cedrino (pista rossa)

Piste servite dalla seggiovia Fortino (piste blu)
- Baite
- Fortino (variante della Baite)
- Skiweg Fortino

Piste servite dallo skilift Chiesetta
- Chiesetta (pista blu)

Piste servite dalla seggiovia Chiavello
- Nube Bianca (pista rossa)
- Tre Signori (pista nera)
- Cedrino (pista nera)
- Valtorta
- Skiweg Chiavello-Piani di Bobbio
- Variante Tre Signori (prima parte Tre Signori e seconda Nube Bianca) (pista nera)